# ジアセチン
ジアセチン（英語: diacetin）は、E番号がE1517の食品添加物である。二酢酸グリセリル、グリセリルジアセタート（英語: glyceryl diacetate）とも呼ばれる。グリセロールのジエステルで、酢酸と無水酢酸のようなアセチル化剤である。無色・無臭の粘性のある液体で、沸点は高い。ジアセチンは通常、1,2-グリセリルジアセタートと1,3-グリセリルジアセタートの2種の異性体の混合物である。